# Cladura bicornuta
Cladura bicornuta là một loài ruồi trong họ Limoniidae. Chúng phân bố ở miền Cổ bắc.